# Gesneriaceae
Gesneriaceae es una familia de plantas fanerógamas que consta de unos 150 géneros y unas 3200 especies tropicales y subtropicales en el Viejo y Nuevo Mundo, y un número reducido en las zonas templadas.

## Etimología
El género Rehmannia ha estado incluido en Gesneriaceae pero actualmente se acepta como uno de la familia Scrophulariaceae.
Botánicos que han hecho contribuciones significativas a la sistemática de la familia son George Bentham, Robert Brown, B.L.Burtt, C.B.Clarke, Olive M.Hilliard, Joseph Dalton Hooker, William Jackson Hooker, Karl Fritsch, Elmer Drew Merrill, Harold E.Moore, Jr., Conrad Vernon Morton, Henry Nicholas Ridley, Laurence Skog, W.T.Wang, Anton Weber, y Hans Wiehler. Varios investigadores están trabajando en este grupo y las clasificaciones de los géneros cambian rápidamente.

## Descripción
La mayoría de las especies son hierbas o pequeños arbustos perennes, aunque algunos son arbustos o árboles pequeños. En base de diferencias morfológicas y biogeográficas se divide a la familia en tres subfamilias: 
- subfamilia Cyrtandroideae en el Viejo Mundo
- subfamilia Gesnerioideae en el Nuevo Mundo.
- subfamilia Coronantheroideae

El género mayor y más ampliamente extendido es Cyrtandra, con unas 600 especies ampliamente distribuidas en el sureste de Asia, Malasia, Indonesia, las Filipinas, y las islas del Pacífico llegando hasta las islas Hawái.

## Usos
Varios de los géneros en esta familia son unas plantas ornamentales muy populares. La más familiar y usada por gran número de jardineros es la popular violeta africana dentro del género Saintpaulia. 
Las Gesneriaceae se dividen en tres grupos, dependiendo de como sus tallos se encuentran modificados como órganos de almacenaje :
- rizomatosos
- tuberosos
- "raíces fibroideas", lo que significa que en estos últimos les faltan las estructuras de almacén anteriores (si bien todas las Gesneriaceae tienen raíces fibroideas).

## Algunos de los géneros
| - Acanthonema - Achimenantha - Achimenes - Aeschynanthus - Agalmyla - Allocheilos - Alloplectus - Allostigma - Alsobia - Ancylostemon - Anetanthus - Anna - Anodiscus - Asteranthera - Beccarinda - Bellonia - Besleria - Boea - Boeica - Bournea - Briggsia - Briggsiopsis - Bucinellina - Calcareoboea - Capanea - Cathayanthe - Championia - Chirita - Chiritopsis - Chrysothemis - Cobananthus - Codonanthe - Codonanthopsis - Colpogyne - Columnea - Conandron - Corallodiscus - Coronanthera - Corytoplectus - Cremosperma - Cubitanthus - Crantzia | - Cyrtandra - Dalbergaria - Dayaoshania - Deinocheilos - Depanthus - Diastema - Dichrotrichum - Didissandra - Didymocarpus - Didymostigma - Diplolegnon - Dolicholoma - Drymonia - Episcia - Epithema - Eucodonia - Fieldia - Gasteranthus - Gesneria - Glossoloma - Gloxinella - Gloxinia - Gloxiniopsis - Goyazia - Gyrocheilos - Gyrogyne - Haberlea - Hemiboea - Hemiboeopsis - Henckelia - Heppiella - Hexatheca - Hygea - Isometrum - Jancaea - Jerdonia - Koellikeria - Kohleria - Kohlerianthus - Lagarosolen - Lembocarpus | - Lenbrassia - Leptoboea - Lietzia - Linnaeopsis - Loxocarpus - Loxonia - Loxostigma - Lysionotus - Mandirola - Metabriggsia - Metapetrocosmea - Micraeschynanthus - Mitraria - Monophyllaea - Monopyle - Moussonia - Napeanthus - Nautilocalyx - Negria - Nematanthus - Neomortonia - Niphaea - Nodonema - Nomopyle - Oerstedina - Opithandra - Orchadocarpa - Oreocharis - Ornithoboea - Oxychlamys - Paliavana - Paraboea - Paradrymonia - Parakohleria - Pearcea - Petrocodon - Pentadenia - Petrocosmea - Pheidonocarpa - Phinaea - Phyllobaea | - Phylloboea - Platyadenia - Platystemma - Primulina - Protocyrtandra - Pseudochirita - Ramonda - Raphiocarpus - Reldia - Resia - Rhabdothamnopsis - Rhabdothamnus - Rhoogeton - Rhynchoglossum - Rhynchotechum - Rhytidophyllum - Rufodorsia - Sarmienta - Saintpaulia - Schistolobos - Schizoboea - Seemannia - Sepikea - Sinningia - Smithiantha - Solenophora - Sphaerorrhiza - Stauranthera - Streptocarpus - Tengia - Tetraphyllum - Thamnocharis - Titanotrichum - Trachystigma - Tremacron - Trichantha - Trisepalum - Tylopsacas - Vanhouttea - Whytockia |

- Lista de géneros:[1]

## Sinonimia
Belloniaceae, Besleriaceae, Cyrtandraceae, Didymocarpaceae, Ramondaceae.